# Orangebegonia
Orangebegonia (Begonia dichroa) art i familjen begoniaväxter från Brasilien. De odlas som krukväxt i Sverige.